# Rasna (Požega)
Rasna (Servisch cyrillisch Расна) is een plaats in de Servische gemeente Požega. De plaats telt 1026 inwoners (2002).